# Feng Shao-feng
Feng Shao-feng (chino simplificado: 冯绍峰, chino tradicional: 馮紹峰, pinyin: Féng Shàofēng), es un actor chino.

## Biografía
Se entrenó en el "Academia de Teatro de Shanghái" de donde se graduó en 2001. Habla con fluidez mandarín, cantonés e inglés.
En 2012, comenzó a salir con la actriz Ni Ni, sin embargo la relación terminó en 2015.
En 2017, comenzó a salir con la actriz Lin Yun, sin embargo la relación terminó poco después.
Comenzó a salir con la actriz Zhao Li-ying, la pareja se casó el 16 de octubre de 2018. A finales de diciembre del mismo año la pareja anunció que estaban esperando a su primer bebé. En marzo de 2019, anunció que la pareja le había dado la bienvenida a su primer hijo, a quien le dicen "Xiangxiang" (想想). El 22 de abril de 2021 anunciaron a través de sus agencias que se habían divorciado.

## Carrera
Es miembro de la agencia "Huayi Brothers". En 1998 apareció en la serie 少年徐悲鸿 donde interpretó a Xu Beihong, un pintor chino. En 2003, se unió al elenco recurrente de la serie Wind and Cloud 2 donde dio vida a Huaikong, el hermano menor de Huaimie (Zheng Guolin).
En 2004, se unió al elenco de la serie Assassinator Jing Ke donde interpretó al Príncipe Heredero Dan de Yan. Un año después en el 2005 apareció en la serie Sigh of His Highness donde dio vida a Ronglu, un líder político y militar manchú de la última dinastía Qing. En 2007, interpretó a Wah Chun-man, el esposo de Fong Bin-yi (Myolie Wu) en la serie The Drive of Life. En junio de 2010, se unió al elenco principal de la serie The Girl in Blue donde dio vida a Meng Heping, el exnovio de You Jiaqi (Chen Qiao En), hasta e final de la serie en junio del mismo año. El 3 de octubre de 2011, se unió al elenco principal de la serie Symphony of Fate donde interpretó a Liu Chenxi, hasta el final de la serie el 18 de octubre del mismo año.
También apareció en la serie Journey to the West donde dio vida a Erlang Shen, el dios chino que ve la verdad. Ese mismo año se unió al elenco principal de la serie Palace donde interpretó a Yinsi, el 8.º príncipe manchú de la dinastía Qing en China. En 2012, dio vida a Lord Xinling, un prominente general del período de los Reinos Combatientes y uno de los Cuatro Señores de los Estados Combatientes en la serie Legend of the Military Seal. El 14 de agosto de 2013, se unió al elenco principal de la serie Prince of Lan Ling donde dio vida al fuerte general Gao Changgong, el Príncipe de Lanling, hasta el final de la serie el 30 de agosto del mismo año. En la serie también participó como productor ejecutivo.
En 2015, realizó una aparición especial en la película Dragon Blade donde interpretó a Huo Qubing, un distinguido general militar de la dinastía Han del Oeste durante el reinado del emperador Wu de Han. En 2016, se unió al elenco principal de la película The Monkey King 2 donde dio vida al monje budista Tang Sanzang. El 24 de julio del mismo año se unió al elenco principal de la serie Ice Fantasy donde interpretó a Ka Suo, el amable y poderoso Príncipe de la Tribu de Hielo, así como a She Mi, el ancestro de Ka Suo, y el primer Rey de Hielo, hasta el final de la serie el 10 de noviembre del mismo año. En la serie Shaofeng también participó como productor ejecutivo.
El 6 de febrero de 2017, se unió al elenco principal de la serie The Starry Night, The Starry Sea donde interpretó a Wu Julan, el Príncipe de la tribu "Merman", hasta el final de la serie hasta el 31 de octubre del mismo año. El 8 de marzo del mismo año se unió al elenco principal de la serie Ice Fantasy Destiny donde interpretó a Feng Suo, el dueño de una empresa de última tecnología y la reencarnación de Ka Suo, hasta el final de la serie ese mismo año. En diciembre del mismo año dio vida a Yuan Shuai alias "Hanson", un hombre solitario que comienza a trabajar en el zoológico para poder saldar la deuda que tiene con un grupo de matones en la película Hanson and the Beast.
El 25 de diciembre de 2018, se unió al elenco principal de la serie The Story of Minglan donde interpretó a Gu Tingye, el hedonista segundo hijo de Gu Yankai (Li Hongtao), el Marqués de Ningyuan que luego de ser engañado por la concubina de su padre, se convierte en un hombre confiable y en una de las manos derechas del 8vo. Príncipe.
En el 2021 se unirá al elenco principal de la serie Novoland: The Princess from Plateau (九州朱颜记) donde dará vida al Emperador Gao.
Ese mismo año se unirá al elenco principal de la serie The Imperial Age donde interpretará al Emperador Zhu Di.

## Filmografía

### Series de televisión
| Año             | Título                              | Personaje                    | Notas                  |
| --------------- | ----------------------------------- | ---------------------------- | ---------------------- |
| 2021 - presente | Faith Makes Great                   | Shi Yang                     | historia: "Guang Mang" |
| 2021 - presente | The Imperial Age                    | Emperador Zhu Di             |                        |
| 2021 - presente | Light on Series: Wisher             | Na Duo                       |                        |
| 2021 - presente | Novoland: The Princess from Plateau | Emperador Gao (Yu Xiuming)   |                        |
| 2020            | Great Age                           | Kuang Mingchou               | 36 episodios           |
| 2020            | With You (Together)                 | Han Song                     | 2 episodios            |
| 2018 - 2019     | The Story of Minglan                | Gu Tingye / Zhong Huai       | 73 episodios           |
| 2017            | The Starry Night, The Starry Sea    | Príncipe Wu Julan            | 66 episodios           |
| 2017            | Ice Fantasy Destiny                 | Feng Suo / Príncipe Ka Suo   | 16 episodios           |
| 2016            | Ice Fantasy                         | Príncipe Ka Suo / She Mi     | 62 episodios           |
| 2013            | Prince of Lan Ling                  | Príncipe Gao Changgong       | 46 episodios           |
| 2012            | Beijing Love Story                  | Ouyang Yifei                 |                        |
| 2012            | Legend of the Military Seal         | Lord Xinling                 |                        |
| 2011            | Symphony of Fate                    | Liu Chenxi                   | 30 episodios           |
| 2011            | The Emperor's Harem                 | Yang Yong                    |                        |
| 2011            | Palace                              | Príncipe Yinsi               | 39 episodios           |
| 2011            | Journey to the West                 | Erlang Shen                  |                        |
| 2011            | My Daughter                         | Zheng Yunhai                 |                        |
| 2010            | Horizon True Heart                  | Zheng Shixian                |                        |
| 2010            | The Girl in Blue                    | Meng Heping                  | 32 episodios           |
| 2010            | Beauty's Rival in Palace            | Liu Zhang                    |                        |
| 2010            | Ghost Catcher - Legend of Beauty    | Huang Bingcheng              |                        |
| 2009            | A Husband and Wife                  | Qiu Li                       |                        |
| 2009            | The Diamond Family                  | Shi Junchao                  |                        |
| 2009            | Four Women Conflict                 | Shen Chaozong                |                        |
| 2009            | Traveling to Tiger Mountain         | Rong Kuan                    |                        |
| 2008            | Rose Martial World                  | Cen Yetong                   |                        |
| 2008            | One Thousand Teardrops              | Meng Shaobai                 |                        |
| 2008            | Women's Flowers                     | Wu Yusheng                   |                        |
| 2008            | Yun Niang                           | Lu Haozhong                  |                        |
| 2007            | Special Policewoman                 | Han Yue                      |                        |
| 2007            | The Drive of Life                   | Wah Chun-man                 |                        |
| 2006            | Deep Night                          | Song Xinsheng                |                        |
| 2006            | The Conquest                        | Príncipe Heredero You de Wu  |                        |
| 2005            | Sigh of His Highness                | Ronglu                       |                        |
| 2004            | First Kind of Crisis                | Tong Gang                    |                        |
| 2004            | The Legend of Hero                  | Li Qianjun                   |                        |
| 2004            | Assassinator Jing Ke                | Príncipe Heredero Dan de Yan |                        |
| 2004            | First Lover                         | Fang Zhenwen                 |                        |
| 2003            | Wind and Cloud 2                    | Huaikong                     |                        |
| 2002            | Boy & Girl                          | Yin Shan                     |                        |
| 2002            | Illusion                            | Ren Weijian                  |                        |
| 2001            | Love Password                       | Hao Lei                      |                        |
| 2001            | Father Goes Forward                 | Chen Mingyuan                |                        |
| 2001            | Rising                              | Li Jinsong                   |                        |
| 2000            | Actually Don't Want to Go           | Shen Jiaju                   |                        |
| 2000            | 商城没有夜晚                        | Bai Ling                     |                        |
| 1998            | 浦东歌谣                            | Guardia Rojo                 |                        |
| 1998            | 星星串                              | Wen Jun                      |                        |
| 1998            | 少年徐悲鸿                          | Xu Beihong                   |                        |

### Películas
| Año  | Título                                      | Personaje           | Notas                                                                                  |
| ---- | ------------------------------------------- | ------------------- | -------------------------------------------------------------------------------------- |
| 2021 | 1921                                        | Sun Yat-sen         | junto a Huang Xuan, Han Dongjun, Zhang Yunlong, Shawn Dou, Liu Haoran y Karry Wang     |
| 2018 | Song of the Assassins                       | Qi Junyuan          |                                                                                        |
| 2018 | The Three-Body Problem                      | Wang Lin            | junto a Tiffany Tang, Zhang Jingchu, Hans Zhang y David Woodley                        |
| 2018 | Detective Dee: The Four Heavenly Kings      | Yuchi Zhenjin       | junto a Mark Chao, Lin Gengxin, Carina Lau, Ethan Juan y Ma Sichun                     |
| 2018 | The Monkey King 3                           | Tang Sanzang        | junto a Aaron Kwok, Zhao Liying, Xiaoshenyang, Him Law y Lin Chi-ling                  |
| 2017 | Hanson and the Beast                        | Yuan Shuai (Hanson) | junto a Liu Yifei, Li Guanjie y Guo Jingfei                                            |
| 2016 | My Best Friend's Wedding                    | Li Ran              | junto a Shu Qi, Victoria Song, Ye Qing y Rhydian Vaughan                               |
| 2016 | The Bodyguard                               | Doctor Hu           | junto a Sammo Hung, Zhu Yuchen, Li Qinqin, Feng Jiayi y Eddie Peng                     |
| 2016 | The Monkey King 2                           | Tang Sanzang        | junto a Aaron Kwok, Gong Li, Xiaoshenyang, Fei Xiang, Him Law y Kelly Chen             |
| 2015 | Bride Wars                                  | Sacerdote           | junto a Ni Ni, Angelababy, Zhu Yawen, Chen Xiao, Huang Xiaoming, Jing Boran y He Jiong |
| 2015 | Dragon Blade                                | Huo Qubing          | junto a Jackie Chan, Choi Siwon, Xiao Yang, Vanness Wu, Karena Lam y Sharni Vinson     |
| 2015 | Wolf Totem                                  | Chen Zhen           | junto a Shawn Dou, Ankhnyam Ragchaa, Basen Zhabu, Yin Zhusheng y Baoyingexige          |
| 2014 | The Golden Era                              | Xiao Jun            | junto a Tang Wei, Wang Zhiwen, Zhu Yawen, Huang Xuan, Hao Lei, Yuan Quan y Tian Yuan   |
| 2014 | Breaking the Waves                          | -                   | junto a Tang Wei, Huang Xuan, Wang Zhiwen, Zhu Yawen, Hao Lei y Yuan Quan              |
| 2014 | The Continent                               | Han Dong            | junto a Chen Bolin, Wallace Chung, Wang Luodan y Yuan Quan                             |
| 2014 | Snow Blossom                                | Da Han              | junto a Yang Mi, Yu Chenghui y Zhang Bo                                                |
| 2013 | Love Will Tear Us Apart                     | Jiang Liangliang    |                                                                                        |
| 2013 | Young Detective Dee: Rise of the Sea Dragon | Yuchi Zhenjin       | junto a Mark Chao, Lin Gengxin, Kim Bum, Angelababy y Carina Lau                       |
| 2012 | Tai Chi Hero                                | Chen Zaiyang        | junto a Yuan Wenkang, Jayden Yuan, Angelababy, Shu Qi, Stephen Fung y Daniel Wu        |
| 2012 | Tai Chi 0                                   | Chen Zaiyang        | junto a Yuan Xiaochao, Eddie Peng, Angelababy, Shu Qi, Daniel Wu y Tony Leung Ka-Fai   |
| 2012 | Threads of Time                             | Chen Zilong         |                                                                                        |
| 2012 | Double Xposure                              | Liu Dong            | junto a Fan Bingbing, Huo Siyan, Joan Chen y Kong Wei                                  |
| 2012 | Painted Skin: The Resurrection              | Pang Lang           | junto a Zhao Wei, Guan Xiaotong, Chen Kun, Qin Junjie, Zhou Xun y Yang Mi              |
| 2011 | White Vengeance                             | Xiang Yu            | junto a Leon Lai, Liu Yifei, Zhang Hanyu, Anthony Wong y Jordan Chan                   |
| 2006 | Dragon Gate Station                         | Hou Feng            |                                                                                        |
| 2004 | Brush Up My Sisters                         | Dan                 |                                                                                        |

### Programa de variedades
| Año             | Programa                 | Notas                   |
| --------------- | ------------------------ | ----------------------- |
| 2019 - presente | Meeting Temple of Heaven | miembro                 |
| 2019            | Happy Camp               | invitado                |
| 2016            | Ace vs Ace               | (ep. #4) - invitado     |
| 2015            | Hurry Up, Brother        | (ep. #33-34) - invitado |

### Productor
| Año  | Título                           | Notas               |
| ---- | -------------------------------- | ------------------- |
| 2017 | The Starry Night, The Starry Sea | productor ejecutivo |
| 2016 | Ice Fantasy                      | productor ejecutivo |
| 2013 | Prince of Lan Ling               | productor ejecutivo |

### Revistas
| Año  | Título         | Notas |
| ---- | -------------- | ----- |
| 2019 | LOHAS Magazine |       |

### Equipo Misceláneo
| Año  | Título        | Notas                |
| ---- | ------------- | -------------------- |
| 2008 | Park Shanghai | asesor de traducción |

### Revistas / sesiones fotográficas
| Año  | Título        | Notas                      |
| ---- | ------------- | -------------------------- |
| 2020 | Car Magazine  |                            |
| 2019 | K!ND Magazine | (publicación de diciembre) |

## Discografía

### Singles
| Año  | Canción                                    | Álbum                                      | Notas             |
| ---- | ------------------------------------------ | ------------------------------------------ | ----------------- |
| 2012 | "A Hundred Years of Revolution" (百年轮回) | Tema Musical para "Fantasy Zhu Xian 2"     |                   |
| 2012 | "Song of Chu" (楚歌)                       | OST de "White Vengeance"                   | junto a Liu Yifei |
| 2011 | "My Only Lover" (唯一的恋人)               | -                                          |                   |
| 2002 | "Moon Flower" (亮花)                       | OST de "The Love Story in the Fantasyland" |                   |

## Premios y nominaciones
| Año  | Categoría                           | Premio                             | Trabajo                                     | Resultado |
| ---- | ----------------------------------- | ---------------------------------- | ------------------------------------------- | --------- |
| 2015 | Best Actor                          | 33rd Hundred Flowers Award         | Wolf Totem                                  | Ganó      |
| 2015 | Best Actor                          | 22nd Beijing Student Film Festival | The Golden Era                              | Nominado  |
| 2014 | Most Popular Actor                  | 21st Beijing Student Film Festival | Young Detective Dee: Rise of the Sea Dragon | Ganó      |
| 2014 | Most Anticipated Actor              | 14th Chinese Film Media Award      | Young Detective Dee: Rise of the Sea Dragon | Nominado  |
| 2014 | Best Actor (Mainland China)         | 12th Huading Award                 | Young Detective Dee: Rise of the Sea Dragon | Nominado  |
| 2013 | Best Actor                          | 10th Huading Award                 | Prince of Lanling                           | Nominado  |
| 2013 | Most Anticipated Actor              | 13th Chinese Film Media Award      | Double Xposure                              | Nominado  |
| 2012 | Most Anticipated Actor              | 12th Chinese Film Media Award      | White Vengeance                             | Nominado  |
| 2011 | Outstanding Performance             | 24th Harbin Film Festival          | White Vengeance                             | Ganó      |
| 2011 | Most Commercially Valuable Newcomer | 24th Harbin Film Festival          | White Vengeance                             | Ganó      |